# Schrankia boisea
Schrankia boisea là một loài bướm đêm trong họ Erebidae.